# 卢西亚娜·艾马
卢西亚娜·艾马（西班牙語：Luciana Aymar，1977年8月10日—），阿根廷女子曲棍球运动员。她曾代表阿根廷国家队参加2000年、2004年、2008年和2012年夏季奥林匹克运动会曲棍球比赛，获得二枚银牌和二枚铜牌。